# Гексаборид празеодима
Гексаборид празеодима — бинарное неорганическое соединение
празеодима и бора
с формулой PrB6,
чёрные кристаллы,
не растворяется в воде.

## Получение
- Сплавление стехиометрических количеств чистых веществ:

{\displaystyle {\mathsf {Pr+6B\ {\xrightarrow {2610^{o}C}}\ PrB_{6}}}}

## Физические свойства
Гексаборид празеодима образует чёрные кристаллы
кубической сингонии,
пространственная группа P m3m,
параметры ячейки a = 0,4129 нм, Z = 1,
структура типа гексаборида кальция CaB6
.
Соединение конгруэнтно плавится при 2610°С.
При температуре ниже 7 К в соединении происходит магнитный переход в антиферромагнитное состояние.
Не растворяется в воде.

## Применение
- Компонент сплавов для катодов мощных электронных приборов.